# Paksi Lajos
Paksi Lajos (Nagyszombat, 1695 körül – Márianosztra, 1751. február 23.) teológiai doktor, remete, Szent Pál-rendi szerzetes.

## Élete
1713. október 1-jén lépett a rendbe, 1714. október 2-án felszentelték. Teológiai doktorban volt Nagyszombatban, majd 1721-22-ben és 1726-27-ben egyházjogot, 1730-32-ben skolasztikát tanított. 1724-25-ben Sátoraljaújhelyen és 1736-ban Máriavölgyben a filozófiát tanította. később helyettes rendkormányzó és rendház főnök volt Márianosztrán, ahol 1751. február 23-án 56 éves korában hunyt el.

## Munkája
- Florilegium ... sponsalitium ... ad usum curatorum animarum Dioecesis Magno-Varadiensis. Comaromii, 1740